# Жизнь двенадцати цезарей

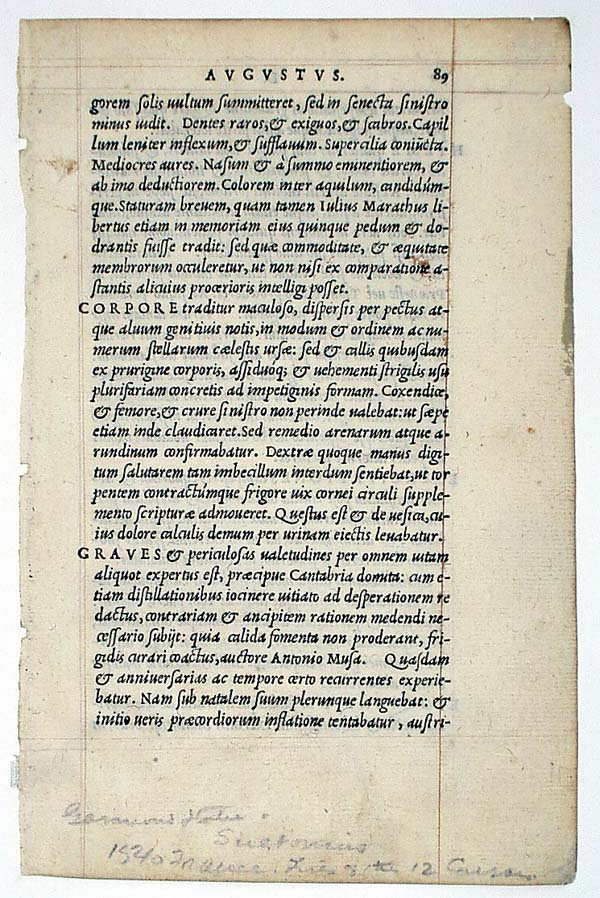
Страница с текстом Светония, напечатанная в 1540 г. Гарамоном

«Жизнь двенадцати цезарей» (De vita Caesarum; буквально «О жизни цезарей») — основной труд древнеримского историка Светония, написанный на латинском языке в его бытность секретарём императора Адриана (ок. 121 г. н. э.). Представляет собой сборник биографий Юлия Цезаря и одиннадцати первых римских принцепсов, от Августа до Домициана. 
Труд посвящён префекту претория Гаю Септицию Клару. 
Первые страницы книги не сохранились.

## Характеристика
Биографии изложены не в хронологической последовательности. Сначала Светоний рассказывает о происхождении каждого правителя, о ранних годах его жизни, о его общественной деятельности, затем переходит к частной жизни, свойствам характера, внешности. Завершает каждую биографию рассказ об обстоятельствах смерти императора.
По оценке М. Л. Гаспарова, «Светоний лишен литературного вкуса: он не заботится о художественной отделке слога, он однообразен и сух». В отличие от Тацита, исторические пружины событий и психологические мотивировки мало занимают автора. Он приводит только фактологическую канву, изобилующую бесчисленными анекдотами, достоверность которых зачастую вызывает сомнение. В этом его сходство с Плутархом.
Сочинение Светония бесценно в том отношении, что оно проливает свет на домашнюю, интимную сторону деятельности римских императоров. Именно к «Жизни двенадцати цезарей» восходят наиболее расхожие мотивы и сюжеты, связанные с императорами (конь Калигулы, актёрские упражнения Нерона, слова Веспасиана «деньги не пахнут», гладиаторское приветствие Ave, Caesar, morituri te salutant). Взгляд автора не искажён сенаторскими предрассудками, свойственными, например, произведениям Тацита. За идеал правителей он принимает «божественных» Августа и Тита.

## Успех

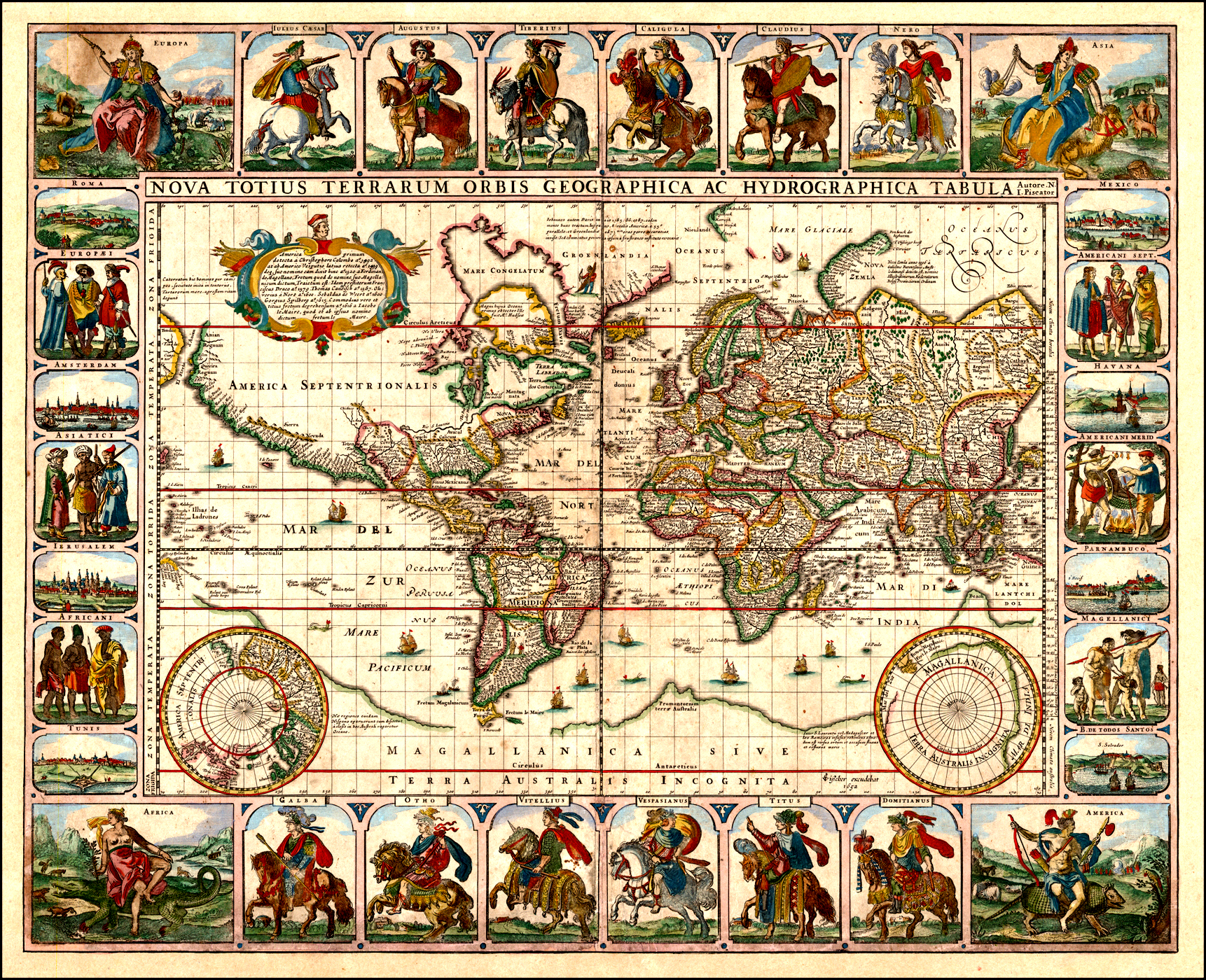
Портреты двенадцати цезарей на карте мира, составленой Николасом Пискатором в 1652 году

Пикантные подробности личной жизни правителей гарантировали «Двенадцати цезарям» популярность как в античности, так и в Новое время. В качестве своеобразного их продолжения задумывались Марием Максимом «Жизнеописания Августов». Эйнхард вставил в латинское жизнеописание Карла Великого строки, в которых Светоний восхвалял доблести Августа. Вплоть до начала систематических археологических исследований в XIX веке именно по сообщениям Светония было принято судить о том или ином императоре из числа Флавиев и Юлиев-Клавдиев.
На английский «Жизнь двенадцати цезарей» впервые перевёл Филемон Холланд в 1606 году, в 1717 году другой перевод выпустил Джейбс Хьюз, а уже в 1732 году вышел перевод Джона Кларка. В XX веке это сочинение, в частности, перевёл Роберт Грейвс.
Среди переводчиков на русский — М. И. Ильинский (первое издание 1776 года), В. А. Алексеев (1901 и 1904), Д. П. Кончаловский (1933) и М. Л. Гаспаров (1964, серия «Литературные памятники»). Отдельные пассажи (например, о том, как Тиберий предавался педофилии в уединении острова Капри) представлялись настолько разнузданными, что вплоть до конца XX века в переводах их заменяли отточиями либо оставляли латинский текст без перевода, либо сильно смягчали выражения.

## Стиль сочинений

### Особенности языка
Язык Светония характеризуется как ясный, простой и в равной степени удалённый от двух популярных направлений риторики рубежа I и II веков н. э. — искусственной архаизации речи и «нового стиля». 
Его отказ от тщательной стилизации своей речи шёл вразрез с традициями развитой античной историографии. Более того, особенности стиля и характера работы позволяют некоторым современным исследователям предполагать, что по античным представлениям Светоний вовсе не считался историком.
Стилистического единства у Транквилла не наблюдается даже в пределах одних и тех же биографий, однако существует немало черт, свойственных всем его произведениям. Так, стремление Светония к краткости слога отмечали ещё античные авторы. Ряд современных исследователей обнаруживает у него признаки сухого делового стиля, который несёт отпечаток работы в императорской канцелярии, хотя в его произведениях встречаются некоторые черты, свойственные только художественной прозе «серебряного века» и античной поэзии. В целом, Светоний считается автором, чуждым римских риторических традиций, из-за чего художественные достоинства отдельных эпизодов иногда считаются следствием списывания из первоисточников.
Грамматика произведений Светония имеет ряд специфических черт. Историк отдаёт предпочтение конструкциям с сочинительной связью и с причастными оборотами, а также редко применяет союзы. В его речи много излишних синонимов (плеоназмов): например, «сообщник и участник», «истина и правда», «члены и части империи», «хитростью и коварством», «убеждает и увещевает» и так далее. Иногда одну и ту же мысль Светоний выражает с помощью и положительного, и отрицательного оборота: например, «даром и без всякой платы», «мужа и ещё не вдовца». 
Иногда автор использует на месте конкретных существительных отвлечённые: например, «браки» в значении «замужние женщины», «дружбы и приязни» в значении «друзья и приятели». Кроме того, он нередко заменяет изъявительное наклонение сослагательным, активно использует производные слова и предложные конструкции.
Лексика римского автора также имеет некоторые особенности. Транквилл вольно обращается с основными принципами риторики «золотого века», предписывающими тщательно отбирать слова, и активно пользуется разговорными выражениями и оборотами своего времени. Из-за отказа от стилизации речи под старину он отказывается от устаревших слов, которые активно использовали современники. Немало в его речи греческих слов, использование которых было нехарактерно для римской историографии. В частности, именно по-гречески Светоний записал обращение умирающего Цезаря к Бруту. От произведений других римских историков Светония отличает частое использование специальных терминов и активное цитирование документов.
Заметной особенностью стиля Светония является его обыкновение начинать рассказ о каком-либо явлении в жизни описываемого правителя со слова, которое характеризовало тему рассказа: так, в жизнеописании Цезаря глава, начинающаяся со слова «Сражения», рассказывает о том, как диктатор вёл себя во время битвы, какие основные тактические приёмы применял; глава, которая начинается со слова «Проступки», описывает его отношение к провинностям солдат. Заканчиваются его фразы, как правило, глаголами.
Сам Транквилл с одобрением высказывается о стиле Октавиана Августа, Марка Туллия Цицерона и Гая Юлия Цезаря. По мнению С. И. Соболевского, Светоний неоднократно передавал мнения описываемых лиц (прежде всего, Августа) о языке и стиле, которые совпадали с его собственными.

### Особенности изложения
Светоний — приверженец расположения фактов из жизни описываемого императора не по хронологии, а по тематическим рубрикам. Принципы построения биографий относительно едины для всех из них. В кратком виде их структура такова: происхождение (род и предки); жизнь до прихода к власти; особенности правления; личная жизнь; смерть и погребение. При этом хронологическая последовательность соблюдается только в разделе о жизни до начала правления. Биография Отона имеет наименьшее число рубрик — 10, биографии Цезаря и Августа имеют наибольшее количество рубрик — 22. Иногда историк меняет разделы местами: например, описание внешности и телосложения Клавдия находится среди перечисления его пороков, а соответствующее описание Нерона расположено после рассказа о его смерти. Хотя иногда высказывается предположение, что образцом для рубрик Светония послужили «Деяния божественного Августа» — автобиография первого римского принцепса, — современные исследователи видят в подобной структуре работы следование римской традиции. По мнению Михаэля фон Альбрехта, на строгую структуру произведений Светония оказала влияние его работа преподавателем словесности, в задачи которого входило обучение анализу текстов.
Особенности структуры «Жизни двенадцати цезарей» были замечены давно. В 1901 году немецкий филолог Фридрих Лео предположил, что в эллинистическую эпоху в античном мире сложились два типа биографий. Биографии первого типа структурировали материал в хронологической последовательности событий, а жизнеописания второго типа распределяли сведения по темам. Биографии первого типа («перипатетические, или гипомнематические биографии») описывали политиков и полководцев, а второго («александрийские биографии») — философов и писателей. По мнению немецкого исследователя, Светоний в «Жизни двенадцати цезарей» стал первым, кто применил традиции второго типа биографий к государственным деятелям (впрочем, современные историки литературы более осторожны в выводах: уже у Корнелия Непота не всегда выдерживалась хронология). Впрочем, сам жанр биографии был для Рима достаточно новым: первыми известными римскими биографами были Корнелий Непот (биографии полководцев и правителей) и Марк Теренций Варрон («александрийские биографии»).
Применение иной схемы выразилось не только в отказе от следования хронологии, но и, например, в отказе от морализаторского истолкования фактов, характерного для Плутарха — другого известного биографа этого времени. Помимо этого, римский писатель стремился не к поиску причин явлений или к построению обобщений, но к оценке событий. Поэтому Светоний отказался от сопоставления фактов друг с другом и, напротив, стремился к их изоляции, чтобы читатель мог дать им собственную оценку. Кроме того, в «Жизни двенадцати цезарей» положительные и отрицательные качества и поступки императоров, как правило, разграничиваются, а в биографии Нерона автор прямо говорит об этом делении. Везде, кроме биографии Тита, отрицательные оценки следуют после положительных.
Отбор фактов для биографий императоров характерен ориентацией на раскрытие личности правителя, а не на описание исторического контекста, то есть его правления. Исключение иногда делается для наиболее важных событий, но и среди них практически не упоминаются инциденты в провинциях, а наибольшее внимание уделяется Риму и императорскому двору. Крупные восстания и войны нередко описываются только как повод для рассказа о занимательных событиях из жизни императоров. Как отмечает М. Л. Гаспаров, «не случайно из всех военных предприятий императоров подробнее всего описанным оказался шутовской поход Калигулы в Галлию и Германию».
Различные биографии ориентируются на разные жанровые формы и, как следствие, используют неодинаковые выразительные средства: например, биография Тита стилизована под панегирик, и в ней значительно больше эпитетов и параллелизмов, чем в схожей по объёму биографии Отона.

## Сохранность сочинений. Рукописи. Издания
До наших дней «Жизнь двенадцати цезарей» сохранилась практически полностью. Впрочем, ни одна из рукописей, включая самые ранние, не имеет предисловия и начала биографии Гая Юлия Цезаря с историей рода Юлиев, обстоятельствами рождения будущего диктатора, его детством и обычным для античной литературы перечислением предзнаменований. В VI веке византийский антиквар Иоанн Лид пользовался копией с посвящением Септицию Клару, но в рукописи IX века посвящения уже нет. По некоторым оценкам, утерянный фрагмент мог быть весьма значительным — до 16 рукописных страниц. В нём Светоний мог рассказать также о своих намерениях, обосновать важность своего труда и указать на оригинальность работы.
Древнейшая сохранившаяся рукопись «Жизни двенадцати цезарей» относится к IX веку. Она условно известна как «Codex Memmianus» (условные обозначения — «Codex Parisinus 6115», «Paris. Lat. 6115» или «M») и создана около 840 года в Туре. Однако ещё ранее в Фульдском монастыре существовала и другая рукопись. Около 844 года её хотел получить для своих исследований антиквар Серват Луп, аббат монастыря Ферьер, но ему прислали копию. Возможно, фульдский манускрипт был источником (архетипом) для всех последующих копий «Жизни двенадцати цезарей»; в специальной литературе он традиционно обозначается как «Ω» (Омега) по классификации Макса Има, в менее известной классификации Лео Прюдома его обозначение — «P». Предполагается, что именно этим кодексом около 818 года пользовался Эйнхард для составления биографии Карла Великого. Другие рукописи были сделаны значительно позднее. В частности, в XI веке был создан манускрипт «Gudianus 268 Guelferbytanus», или «G», в XI или XII веках — «Vaticanus 1904», или «V», в XII веке — «Codex Laurentianus 68, 7» и «Codex Parisinus 6116». Рукописи сочинений Светония делят на четыре группы по характерным особенностям прочтения различных фрагментов. Эти разночтения восходят к небольшому числу источников (архетипов). К самой древней первой группе относятся манускрипты «M» и «G», вторая («V», «Codex Laurentianus 68, 7» и другие кодексы) и третья группы («Codex Parisinus 6116» и другие) восходят к двум разным рукописям-архетипам приблизительно XI века, четвёртая группа представлена копиями эпохи Возрождения.
Первые два печатные издания «Жизни двенадцати цезарей» вышли в 1470 году (оба — в Риме) и в 1471 году (в Венеции). В их основе лежали поздние копии (рукописи четвёртой группы). В 1564 году были впервые опубликованы уточняющие прочтения спорных фрагментов по рукописи «M» (первая группа), а в 1610 году в Париже было напечатано издание Светония, основанное на непосредственном изучении «M». В Новое время велась активная работа по восстановлению оригинального текста Светония. Долгое время образцом служило издание Иоганна Георга Гревиуса 1672 года, которое особенно сильно повлияло на изучение творчества римского писателя в Нидерландах и Англии. В 1713 году начал работу над новым критическим изданием текстов Светония известный филолог Ричард Бентли, но в 1719 году отказался от этой затеи. Современные издания текста «Жизни двенадцати цезарей» основываются на критическом тексте К. Л. Рота, выпущенном в 1858 году и основанном на сравнении всех рукописей.